# الرها (مقاطعة رومانية)
الرها  أو أوسروين (باللاتينيّة: Osroene؛ باليونانيّة: Ὀσροηνή) كانت مقاطعة رومانيّة استمرت لحوالي 400 عام منذ ضم الرومان لمملكة الرها في عام 244 لتكون بمثابة مقاطعة حدوديّة مع الإمبراطوريّة الساسانيّة. أصبحت فيما بعد إحدى مقاطعات الأبرشيّة المشرقيّة التابعة للإمبراطوريّة البيزنطيّة وبنفس الاسم، حتى الفتح الإسلامي للشام في القرن السابع.

## التاريخ
كانت مدينة الرها (أورفة) عاصمةً لهذه المقاطعة، والتي كانت مركزًا ثقافيًا للمسيحيّة السريانيّة. وقد امتدت أراضي المقاطعة في الجزء الشمالي الشرقي لسوريا الحاليّة، والشمالي الغربي للعراق الحالي، وجزء من جنوب تركيا الحاليّة. وكانت من أهم مراكزها كارهاي (حرّان)، قرقيسيا (البصيرة)، وكالينيكوم (الرقّة).
تم احتلال المنطقة عدّة مرّات ثم استعادتها بين الرومان والفرس الساسانيّين، نظرًا لأنها كانت إحدى المقاطعات الحدوديّة. لذلك، كان يتمركز فيها فيلق روماني يُدعى الفيلق البارثي الثالث، نسبةً للحملة التي قادها الإمبراطور الروماني  سيبتيموس سيفيروس ضد الإمبراطوريّة الفرثيّة عام 197، حيث كان هذا الفيلق يتخذ من ريساينا (رأس العين) معسكرًا خاصًا به (كاسترا)، على الرغم من وجود شكوك حول ذلك.
لقد شهدت هذه المقاطعة غزوًا فارسيًا بعد وفاة الإمبراطور الروماني ديكيوس عام 251. كما غزاها شاه بلاد فارس شابور الأول في عام 260، لكنه هُزِم في العام التالي على يد ملك تدمر أذينة، وطُرِد من الرها وبلاد ما بين النهرين. عاود الساسانيّون غزو هذه المنطقة مجددًا في الفترة البيزنطيّة، وسيطروا عليها لفترة وجيزة في القرن الخامس، إلاّ أن البيزنطيين استعادوها في عام 628 لفترة وجيزة أيضًا بسبب الفتح الإسلامي للشام في ثلاثينيّات القرن السابع، وتحديدًا بعد معركة اليرموك عام 636. أصبحت أراضي هذه المقاطعة بعد ذلك جزءًا من أراضي الجزيرة الفراتيّة التابعة للخلافة الراشدة.

## وصلات خارجية
- انتشار المسيحية والاضطهاد: مواد وأبحاث من اصدار معهد الاستشراق التابع لأكاديمية العلوم السوفياتية، الدراسات السريانية